# 星にいく汽車
『星にいく汽車』（ほしにいくきしゃ）は、大島弓子による日本の漫画作品、およびそれを中心とした作品集。表題作は『週刊マーガレット』1972年22号に掲載された。
編集担当からは、こんな話は現実にはあり得ないという批評を受けたが、作者自身は作品完成後は爽快であったようである。

## あらすじ
野木ななと山岡尚子は男嫌いの高校2年生で、彼女たちのおかげで3人の男性教師が辞表を書かされる羽目に陥っていた。ところが、担任のかわりに産休の教師として医学生の高澄に尚子は惹かれ、男嫌いのななもそれを見て、複雑な気分になっていった。そして、高澄が幼き日の初恋の相手であることを知り、改めて恋心を打ち明けようとしたが、彼女が目撃したものは、高澄のベッドに添い寝をしている尚子の姿であった。尚子の思いが真剣であると知ったななは、二人の結婚式場の予約をする。二人の結婚式の当日、自室に鍵をかけて夕方まで閉じこもろうと決意したななであったが、幼少時の高澄の言葉を思い出し、我慢が仕切れなくなって、結婚式場へ駆け込んで行った。そんなななを待っていたかのように、尚子はウェディングドレスを脱いでななに渡し、二人は無事結婚式をあげたのであった。

## 登場人物
野木なな（のぎ なな）
主人公。スモークチーズとクラッカーとたこ焼きが好物。尚子とともに男嫌いで通っており、しばしばラブレターを庭で焼いている。尚子とともに、答えられないような難しい質問をして、男性教師の男としての自信を失わせてきており、高澄にも多血症とサルトルと野坂昭如についての質問をし、困らせるつもりであった。7歳の時に「せんろ」という綽名の少年と日曜学校で毎週遊び、彼と将来の約束を誓っているが、ななに無断でせんろの姿が消えてしまったことで、男性不信におちいったという。間違って持ち出してしまった高澄のノートから、名前の千拡が「せんろ」と読めることに気づく。
山岡尚子（やまおか ひさこ）
もう一人の主人公で、綽名はチャコ。ななとともに男嫌いであり、その理由として、母親をなくした父親が、半年もたたぬうちに再婚したことで、25年間も育んできた愛情をなぜ男性は忘れ去れるものなのか、と高澄に語っている。しかし、ななとは違い、男性には積極的で、産休の担任教師が産気づいた際に、手際よくお産の準備をする高澄の姿に好感を持ち、眼鏡をとり、薄化粧をして彼の気を引こうとしている。高澄への料理と酒に幻覚剤を入れ、高澄の手を握っていたのを、ななに勘違いされ、気まづい間柄になる。ウェディングドレスを渡した後、北海道にたつ2人を見送らないと言って外へ飛び出していった。
高澄千拡（たかすみ ちひろ）
ななと尚子のクラスの担任の産休中の臨時教師。医学部の大学院に在籍中。上述のように日曜学校では「せんろ」と呼ばれており、ななに将来人間は宇宙へゆけるようになった際には、いろいろな星へ行って、様々なものを見たり調べたりしたいと語っていた。臨時教師の仕事が終わったら、菌類の研究に北海道の果ての孤島へゆくつもりであった。
神学生
尚子が結婚式場を飛び出した際に、ガウンを抱えて、尚子の後を追い、尚子に今は神学生の身だが、いつかは世界の果てまでも聖書を携えてゆきたいと語っていた。

## 同時収録作品

### 夏子の一日
『週刊マーガレット』（集英社）1971年28号に掲載。
私立英集学園中等部に通う、13歳の少女、野坂夏子（のさか なつこ）は明日北海道に引っ越すという前日に、学園に赴任してきた英語教師、川田咲子（かわだ さきこ）に出会う。クラスの副担任になった咲子があまりに亡き母親にそっくりであったため、夏子は自宅へ帰り、父親に母親の旧姓は川田であったかと尋ねる。学校へもどった夏子は、咲子が担任の森と親しげにしているのを見て、ショックを受ける。夏子は1年前に再婚した継母と折り合いの悪く、咲子とともに暮らそうと転校を拒否するが、実は夏子の出生には意外な秘密があった…。

### 3月になれば
『別冊少女コミック』（小学館）1972年3月号に掲載。
13歳の中学生の少女、高野紅絹（たかの もみ）は幼少時に貧困のうちに自殺した母親に捨てられており、通りかかった屑屋の高根幸（たかね さち）に育てられた。彼女は幸の事が好きであり、学校を卒業したら進学せずに、彼のために働くつもりであった。そんな折、幸のことを9年間捜し続けていた瞳子（とうこ）という幸と同年配の女性が現れる。押しかけ女房のように幸の世話をする瞳子に嫉妬した紅絹は思わず幸に、自分にはボーイフレンドがいる、という嘘をついてしまい、自己嫌悪に陥ってしまう。幸と別れて自活する決意をした紅絹は、学校へは行かずに年齡を偽ってアルバイトを始める…。

### 男性失格
『週刊マーガレット』（集英社）1970年27号に掲載。

### きゃべつちょうちょ
『別冊少女コミック』（小学館）1976年8月号に掲載。

## 単行本
- 『ミモザ館でつかまえて』 朝日ソノラマ、サンコミックス（1975年1月25日刊）
  - 収録作品 -『ミモザ館でつかまえて』・『花!花!ピーピー草…花!』・『キララ星人応答せよ』・『さよならヘルムート』・『星にいく汽車』
- 『星にいく汽車』 集英社、集英社漫画文庫（1977年1月31日刊）
  - 収録作品 -『星にいく汽車』・『夏子の一日』・『3月になれば』・『男性失格』・『きゃべつちょうちょ』
- 『大島弓子選集第2巻  ミモザ館でつかまえて』朝日ソノラマ（1986年4月30日刊）
  - 収録作品 -『さよならヘルムート』・『鳥のように』・『星にいく汽車』・『わたしはネプチューン』・『なごりの夏の』・『雨の音がきこえる』・『風車』・『つぐみの森』・『ミモザ館でつかまえて』